# Angulodiscorbis
Angulodiscorbis es un género de foraminífero bentónico de la familia Glabratellidae, de la superfamilia Glabratelloidea, del suborden Rotaliina y del orden Rotaliida. Su especie tipo es Angulodiscorbis quadrangularis. Su rango cronoestratigráfico abarca el Holoceno.

## Clasificación
Angulodiscorbis incluye a las siguientes especies:
- Angulodiscorbis corrugatiformis
- Angulodiscorbis corrugatus
- Angulodiscorbis duncani
- Angulodiscorbis ludbrookae
- Angulodiscorbis pyramidalis
- Angulodiscorbis quadrangularis
- Angulodiscorbis tobagoensis
- Angulodiscorbis vesicularis

Otras especies consideradas en Angulodiscorbis son:
- Angulodiscorbis conicola, de posición genérica incierta
- Angulodiscorbis hancocki, de posición genérica incierta